# Olympijský stadion plaveckých sportů
Olympijský stadion plaveckých sportů je bazén, který byl postaven v Barra da Tijuca v brazilském Riu de Janeiro. Sportoviště hostí plavání a některé zápasy mužů ve vodním pólu na Letních olympijských hrách 2016 a plavání na Paralympijských hrách 2016. V rámci her se stal součástí Parku Barra.
Stavba začala v roce 2013 a měla být dokončena do konce roku 2015. Očekávané náklady stavby jsou 38 milionů amerických dolarů.